# 预知适应性反应
预知适应性反应（Predictive adaptive response）是指胎儿受到外界环境刺激后，对宫外环境进行预测，从而改变自身发育轨迹以适应环境变化的过程。预知适应性反应这一概念源自进化生物学。
机体在受到环境干扰时，可做出两种适应性反应：即刻适应性反应（Immediately adaptive responses, IAPs）和预知适应性反应（predictive adaptive responses, PARs）, 已成为胎儿选择发育表型的基础。

## 预知适应性反应的发现
20世纪80年代的研究发现：不同季节出生的草原野鼠的皮毛厚度存在差异。研究者据此推断，生物体能预测环境变化，并通过改变自身以适应环境的变化。

## 预知适应性反应的机制
预知适应性反应（PARs）机制被认为是由于机体器官在发育过程中对代谢环境十分敏感，并可通过预测环境而调节内环境的稳定，从而选择发育轨迹。PARs主要发生在可塑期，可分为适当性和非适当性。适当性PARs预测环境引发的表型与实际环境相“匹配”，其成熟器官的适应能力较强, 机体可保持健康，患病可能性较小，具有进化优势；反之，非适当性PARs预测环境引发的表型与实际环境“不匹配”，其成熟器官较难适应可塑期外的环境，导致成年期慢性非传染性疾病的风险增加，也就是成人疾病的发展起源(Developmental Origins of Adult Disease) 。表型与环境之间的匹配度决定个体对慢性疾病的易感性。匹配度越差，成人期慢性疾病的易感性越强。

## 预知适应性反应与DOHaD假说
建立在发育可塑期的预知适应性反应模型广泛地运用于DOHaD假说的机制学研究中，是DOHaD假说的主要理论基础之一。

## 预知适应性反应特点
1. 胎儿发育轨迹改变既有远期适应优势，又有即刻优势。预知适应性反应（PARs）和即刻适应性反应已成为胎儿选择发育表型的基础。
2. 预知适应性反应（PARs）只发生在发育可塑期。
3. 胎儿通过母体和胎盘之间的信息传递来评估环境变化。在早期发育中，预知适应性反应（PARs）诱发的子代表型不仅与母体的环境有关，而且还受到母体约束的影响。
4. 预知适应性反应（PARs）分为适当性和非适当性。

## 相关阅读
1. 母体约束：是指胎儿的生长受到母体年龄和体型的制约。母体约束可出现在整个孕期，在年轻孕妇、矮小孕妇、多胎孕妇和初产妇中较为明显。母体约束可增加胎儿和环境之间“不匹配”的风险。
2. 发育轨迹：不良的宫外环境可造成胎儿发育异常，从而导致发育轨迹的改变。

## 扩展阅读
DoHaD理论